# Statue de J.C. Smuts (Le Cap)
La statue de J.C. Smuts située dans le centre de la ville du Cap, Cap-Occidental en Afrique du Sud, rend hommage à Jan Christiaan Smuts, avocat, militaire, philosophe et homme d'État d’Afrique du Sud. 
Œuvre du sculpteur sud-africain Ivan Mitford-Barberton (1896-1976), elle fut inaugurée le 26 janvier 1974. 

## Localisation

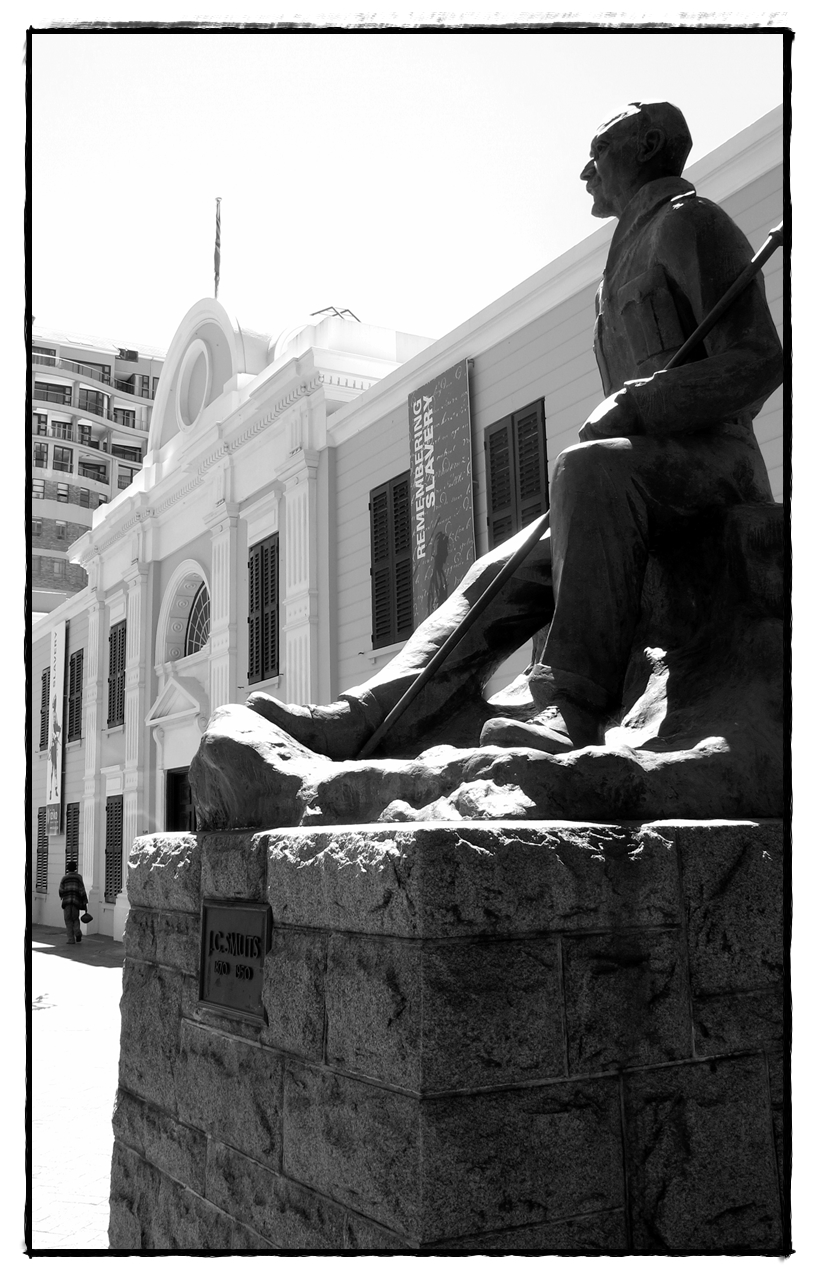
Statue de J.C. Smuts devant l'ancien slave lodge (1679)

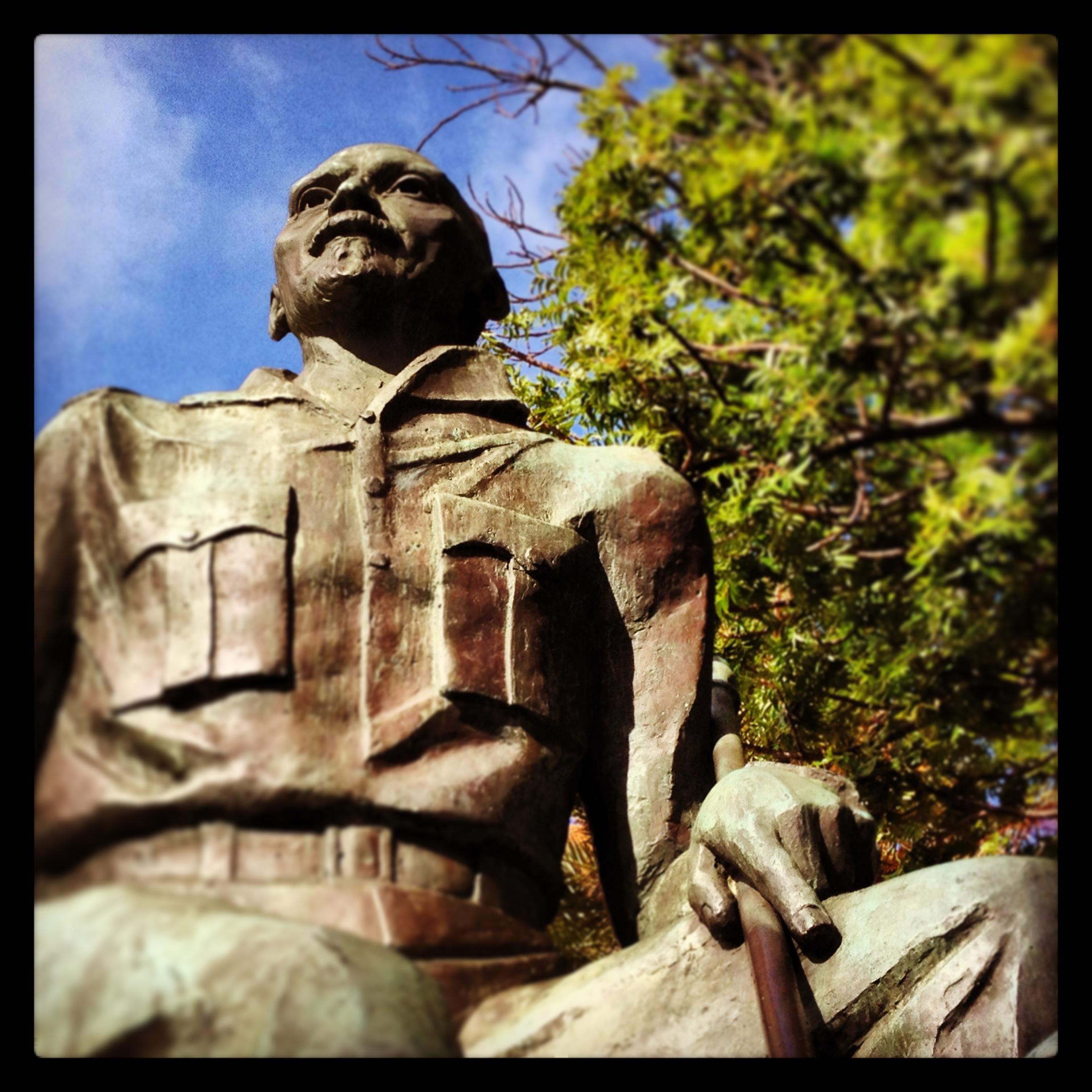
Jan Smuts

Érigée à l'angle de Adderley Street et de Wale Street, cette statue est située devant l'ancienne Slave lodge (Iziko Slave Lodge), à proximité du parlement et du jardin botanique de la compagnie dans le quartier des jardins. Elle a été érigée à l'endroit où à l'origine devait être placée celle de Cecil Rhodes.

## Descriptif
Juchée sur un piédestal en grès de 1,50m de hauteur, la statue représente Jan Smuts en habit de randonneur assis sur un rocher avec sa canne d'arpenteur. Son attitude contemplative évoque le philosophe mais aussi la passion de Smuts pour les randonnées sur les sentiers de la montagne de la Table. L'ensemble du monument mesure 5,30 m de haut.  
L'épitaphe inscrite est celle de J.C. Smuts (1870-1950).

## Historique
Pour éteindre la forte polémique qui avait suivi l'inauguration de la statue de Jan Christian Smuts en 1964, un comité, présidé par le maire de Le Cap, Jan Dommisse, fut formé et commanda au sculpteur Ivan Mitford-Barberton une autre statue de Smuts. 
Érigée le 26 janvier 1974 à 500 mètres de distance de celle sculptée par Sydney Harpley, elle représente Smuts dans une version plus conformiste et réaliste de l'ancien premier ministre d'Afrique du Sud.
À l'instar des nombreux monuments sud-africains représentatifs de l'histoire des Blancs d'Afrique du Sud, le maintien de cette statue sur son site actuel est remis en question par les mouvements panafricanistes (Rhodes must fall) au motif qu'elle serait un symbole de la domination blanche sur l'Afrique du Sud. En 2010, des étudiants de l'université du Cap l'avaient notamment recouverte d'un sac poubelle pour symboliquement dénoncer l'esclavage.

## Autre exemplaire de la statue

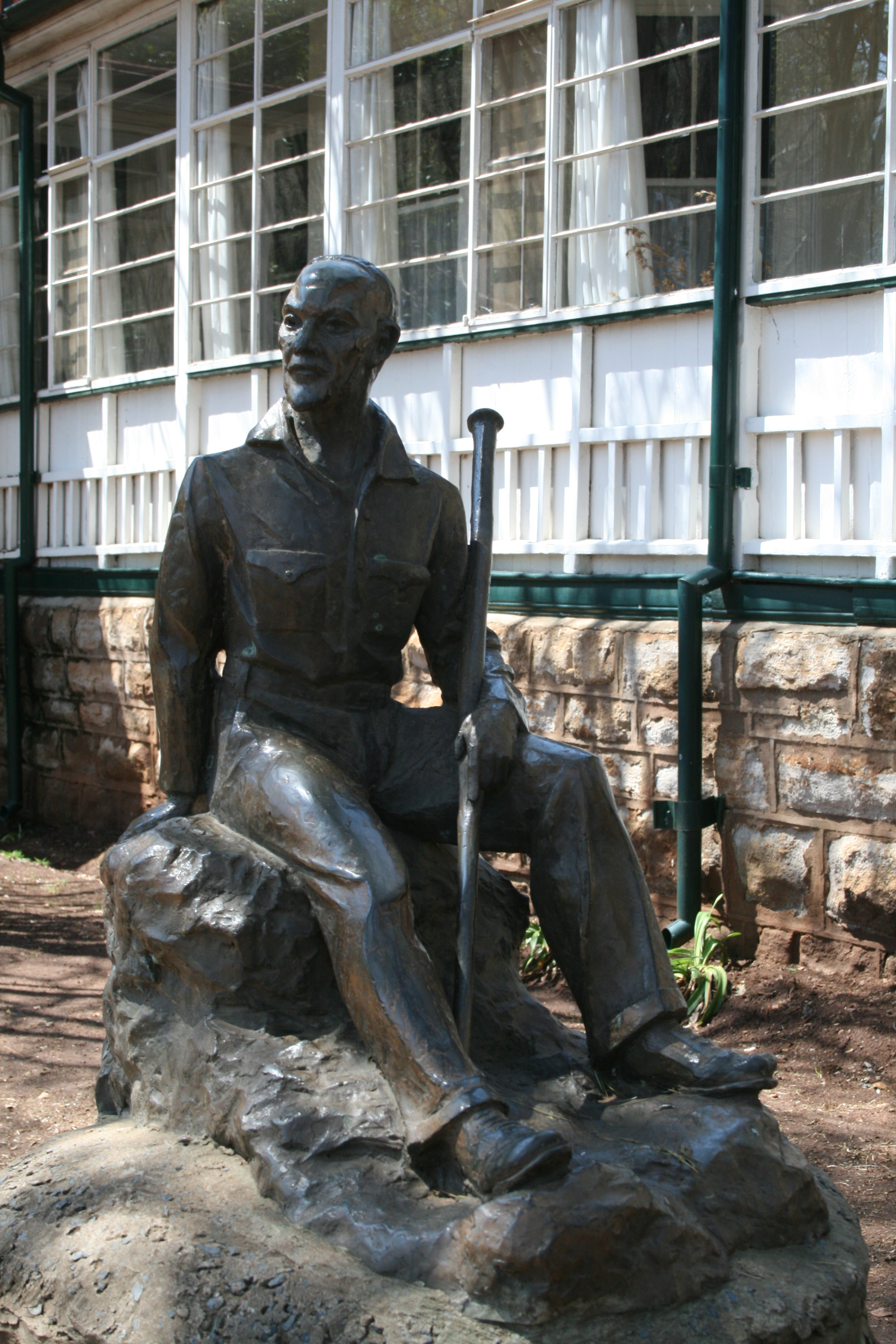
Maquette de la statue de Jan Smuts située dans sa maison d'Irene à Pretoria

Une première version de cette statue, en taille réduite, est érigée dans les jardins de la ferme de Smuts, située dans le village d'Irene près de Pretoria.